# Ministerium für Wirtschaft, Energie, Bauen, Wohnen und Verkehr des Landes Nordrhein-Westfalen
Das Ministerium für Wirtschaft, Energie, Bauen, Wohnen und Verkehr des Landes Nordrhein-Westfalen, abgekürzt MWEBWV NRW, war ein Ministerium in der Landesverwaltung des Bundeslandes Nordrhein-Westfalen. Es wurde 2010 gegründet, 2012 aber schon wieder aufgelöst.

## Geschichte
Das Ministerium ging auf das Wirtschafts-, das Wiederaufbau- und das Verkehrsministerium des Landes Nordrhein-Westfalen zurück, welche alle drei 1946 gegründet worden waren. Über die Jahre wurden diese in verschiedenen Konstellationen teilweise zusammengelegt, wieder getrennt und um weitere Aufgabenbereiche erweitert. Von 2010 bis 2012 gab es erstmals nur ein einziges Ministerium, welches gleichzeitig für Wirtschaft, Bau und Verkehr zuständig war.
Mit der Regierungsbildung 2012 wurde das Ministerium bereits wieder aufgelöst. Aus ihm entstanden das Ministerium für Bauen, Wohnen, Stadtentwicklung und Verkehr sowie das Ministerium für Wirtschaft, Energie, Industrie, Mittelstand und Handwerk. Bis heute wurden diese Zuschnitte mehrfach wieder geändert.
Die folgende Zeitleiste stellt die Zuschnitte der Ressorts seit 1946 samt jeweiliger Minister dar:

## Aufgaben
Die Aufgaben des Ministeriums für Wirtschaft, Energie, Bauen, Wohnen und Verkehr waren
- die Schaffung optimaler Rahmenbedingungen für die Wirtschaft in NRW,
- die Stärkung Nordrhein-Westfalens als innovativer, zukunftsträchtiger und attraktiver Wirtschaftsstandort,
- den Erhalt Nordrhein-Westfalens als das energiewirtschaftliche Zentrum Deutschlands,
- die Sicherung der Energieversorgungen und
- die Überwachung des Landesamts für Straßenbau (auch Landesverkehrsamt genannt).

Darüber hinaus war das Ministerium als Landesplanungsbehörde für eine ausgewogene Nutzung der Flächen des Landes zuständig.
Das Ministerium hatte seinen Sitz in Düsseldorf. An der Spitze des Ministeriums standen Minister Harry Voigtsberger (SPD) und der (beamtete) Staatssekretär Günther Horzetzky. Mit der Auflösung des Landtages endete die Tätigkeit des parlamentarischen Staatssekretärs für Verkehr Horst Becker (Grüne) automatisch.